# FBI Promotion 2009
Ne doit pas être confondu avec Class of '07.
Production
Diffusion
FBI Promotion 2009 (Class of '09) est une mini-série télévisée américaine en 8 épisodes créée par Tom Rob Smith,, diffusée entre le 10 mai 2023 et le 21 juin 2023 sur Hulu aux États-Unis. 
La série met en scène les mêmes personnages sur trois périodes distinctes — le passé (2009), le présent (2023) et le futur (2034) — et évoque l'évolution du système judiciaire américain grâce à la cybersécurité et l'intelligence artificielle.
En France, la série est diffusée depuis le 3 janvier 2024 sur Star, via Disney+.

## Synopsis
2009. Ashley Poet, Tayo Michaels, Murphy Daniel Lennix ou encore Hour Nazari intègrent l'Académie du FBI à Quantico en Virginie. Ils font partie de la « promo 2009 » et notamment formés par les agents fédéraux Drew et Gabriel. Toutes ces nouvelles recrues ont des parcours et des motivations différentes. Tayo Michaels est ancien expert en assurance qui n'aimait plus son travail monotone et injuste, alors qu'Ashley a été infirmière en psychiatrie. Murphy est un ancien policier de Salt Lake City, alors que la famille de Daniel voulait qu'il soit avocat. L'Irano-Américaine Hour Nazari a quant à elle fuit son pays avec sa famille. Ils vont se lier les uns aux autres, notamment Hour et Ashley qui font chambre commune. Daniel et Ashley commencent très rapidement à sortir ensemble. Tayo a quant à lui du mal avec les épreuves physiques de l'académie.
2023. Tayo est désormais devenu agent spécial du FBI. Ils enquêtent avec sa partenaire Nunez sur Mark Tupirik, un homme riche vivant dans son ranch luxueux du Montana et suspecté de terrorisme. Nunez est blessée lors d'une fusillade. Très marqué, Tayo peut cependant compter sur le soutien de sa femme Vivienne. De son côté, Ashley est toujours au FBI et a enquêté avec succès sous couverture sur la corruption au sein de la police de Philadelphie. Hour Nazari est quant à elle devenue experte en cybersécurité au sein de la division. Désormais séparé d'Ashley, Daniel a été promu sous-directeur exécutif associé. Il est notamment chargé d'espionner en interne Hour, qui vient de créer une base de données criminelles révolutionnaire surnommée "Meilleurs lendemains". Daniel demande à Ashley de la surveiller car il est méfiant sur son approche de la technologie 
2034. Tayo Michaels est directeur du FBI, depuis maintenant presque dix ans, et demande à la Commission judiciaire du Sénat d'étendre son mandat de 5 ans. Il utilise depuis quelques années l'intelligence artificielle dans la résolution des enquêtes de l'agence. Cela a entraîné la plus forte baisse de la criminalité dans l'histoire du pays. Ashley Poet et Murphy sont envoyés pour arrêter Amos Garcia, un supposé extrémisme opposé à l'utilisation de l'IA par le FBI, qui est devenue selon lui une « police des crimes de pensée ». Amos prend ensuite contact avec Ashley. Il lui remet une carte avant d'être abattu par le FBI. Daniel s'est retiré du service mais retrouve Ashley sur les lieux de l'attentat du J. Edgar Hoover Building survenu en 2023.

## Distribution

### Acteurs principaux
- Brian Tyree Henry (VF : Namakan Koné) : Tayo Michaels
- Kate Mara (VF : Laura Blanc) : Ashley Poet
- Sepideh Moafi (VF : Flora Kaprielian) : Hour Nazari
- Brian J. Smith (VF : Sylvain Agaësse) : Daniel Lennix
- Jon Jon Briones (VF : Stéphane Ronchewski) : l'agent spécial Gabriel
- Brooke Smith (VF : Véronique Augereau) : l'agent spécial Drew
- Jake McDorman : l'agent spécial Murphy
- Rosalind Eleazar : Vivienne, la femme de Tayo

### Acteurs récurrents
- Raúl Castillo : Amos Garcia
- Rasool Jahan : Spenser
- Lindsay Ayliffe : Shannon Fitzgerald
- Dan Tracy (VF : Gilles Sallé) : Warren

### Invités
- Mark Pellegrino : Mark Tupirik

## Production

### Genèse et développement
En juin 2021, il est annoncé que FX on Hulu a officiellement commandé 8 épisodes de la série. Cette mini-série est créée par l'écrivain Tom Rob Smith et produite notamment par Nina Jacobson et Brad Simpson et les sociétés FX Productions et Color Force,.
En août 2022, Sunu Gonera est annoncé comme réalisateur du pilote.
En mars 2022, Steven Canals (en) annonce qu'il mettra en scène deux épisodes.

### Attribution des rôles
Peu après l'annonce du projet, Brian Tyree Henry et Kate Mara sont annoncés dans les rôles principaux.
En novembre 2021, Raúl Castillo, Jake McDorman, Sepideh Moafi, Brian J. Smith, Jon Jon Briones, Brooke Smith ou encore Rosalind Eleazar sont confirmés.

### Diffusion
Les deux premiers épisodes sont diffusés aux États-Unis le 10 mai 2023 sur FX sur Hulu. Les épisodes seront ensuite disponible à raison d'un épisode par semaine.

## Épisodes
1. Faire partie de quelque chose (Part of Something)
2. Le Test d'aptitude (The Fitness Test)
3. Merci de ne pas prendre le volant (Thank You for Not Driving)
4. Pas ta petite amie (Not Your Girlfriend)
5. Le problème, ce sont les gens (The Problem Is People)
6. Hogan's Alley (Hogan's Alley)
7. La Soirée des affectations (Orders Night)
8. Remise des diplômes (Graduation)